# Anatoli Osmolovski
Anatoli Osmolovski (en russe : Анато́лий Фе́ликсович Осмоло́вский), né le 1er juillet 1969 à Moscou (Union soviétique), est un artiste visuel, performeur, théoricien de l'art, éditeur et enseignant russe.
Figure majeure de l'actionnisme moscovite des années 1990, il est reconnu pour ses performances radicales, ses sculptures conceptuelles et son engagement théorique dans le champ de l'art contemporain.

## Biographie

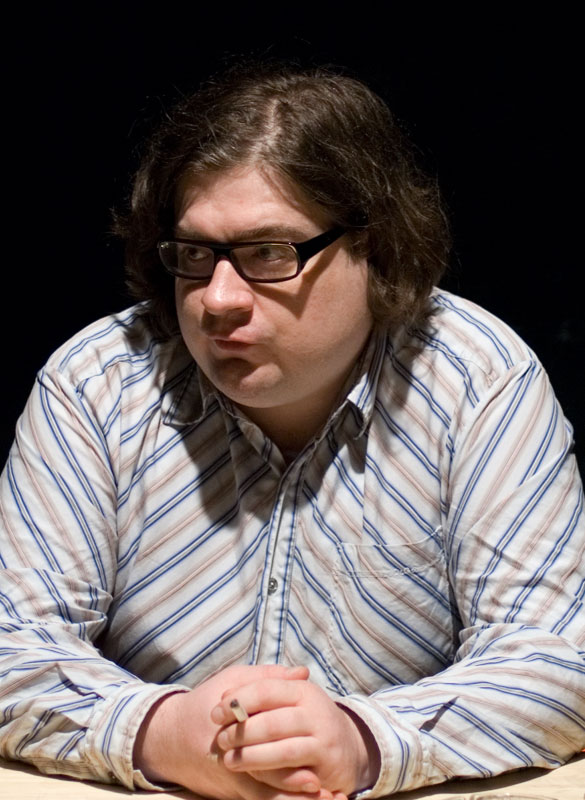
Anatoli Osmolovski.

Anatoli Osmolovski a résidé à Moscou, où il s'est consacré à la sculpture sur bois, notamment avec la série Bread (2008), exposée à la Documenta XII de Kassel. Depuis 2024, il vit à Berlin.
Son œuvre repose sur une articulation entre pratique artistique et réflexion critique. Il fonde et est rédacteur en chef des revues Radek (en 1993) et Base (en 2010), qui ont servi de plateformes pour ses écrits théoriques et ses prises de position sur l'art post-soviétique. Il fonde le groupe Radek en 2000. Il enseigne également l'histoire de l'art, contribuant à la formation de jeunes artistes russes.
Anatoli Osmolovski participe à de nombreuses expositions internationales, dont la Biennale de Venise (Aperto'93, Utopia Station en 2003), la Biennale de São Paulo (2002), et la Biennale de Moscou.

## Prix, honneurs et récompenses
Anatoli Osmolovski a reçu le prix Kandinsky en 2007 dans la catégorie « Artiste de l'année »,.

## Concepts
Au début de sa carrière, les questions les plus importantes pour Osmolovski étaient celles du pouvoir et de la révolution. Osmolovski s'est opposé à l'école conceptualiste moscovite.
Au milieu des années 1990, il y avait un élément commun de la nudité masculine et de la violence sexuelle dans le travail des artistes moscovites, y compris celui d'Osmolovski, qui était le chef du mouvement anti-postmoderniste, le programme rival révolutionnaire NETSEZUDIK.

## Filmographie
- 1999 : L'Éléphant vert (The Green Elephant) de Svetlana Baskova : chef du corps de garde
- 2004 : La Tête de Svetlana Baskova : le spectateur